# جيانو فيتوستو
جيانو فيتوستو ، (بالإنجليزية: Giano Vetusto)‏، هي (بلدية) في مقاطعة كازيرتا في منطقة كامبانيا الإيطالية، وتقع على بعد حوالي 40 كيلومترًا (25 ميلًا) شمال نابولي وحوالي 20 كم (12 ميل) شمال غرب كازيرتا.

## السكان
في سنة 1861 بلغ عدد السكان 780 نسمة، وتطور العدد ليصل في سنة 2011 لـ 663 نسمة.
يظهر هذا المخطط البياني تطور النمو السكاني لـ جيانو فيتوستو